# 曼戈 (佛羅里達州)
曼戈（英語：Mango）是位於美國佛羅里達州希爾斯波羅縣的一個人口普查指定地區。

## 地理
曼戈的座標為27°59′22″N 82°18′16″W / 27.98944°N 82.30444°W，而該地最高點為海拔高度14米（即46英尺）。

## 人口
根據2010年美國人口普查的數據，曼戈的面積為12.40平方千米，當中陸地面積為12.00平方千米，而水域面積為0.40平方千米。當地共有人口11313人，而人口密度為每平方千米912人。